# مارچل یورش
مارچل یورش (به رومانیایی: Marcel Iureș) (زادهٔ ۲ اوت ۱۹۵۱) بازیگر رومانیایی است.
از فیلم‌های معروف او می‌توان به بازی در فیلم جنگ هارت، مصلح، محاکمه و مجازات، خواب جزیره و بلوط اشاره کرد.